# Именное огнестрельное оружие (Украина)
Отличие «Именное огнестрельное оружие» (укр. відзнака «Іменна вогнепальна зброя») — государственная награда Украины для награждения офицерского состава Вооружённых сил Украины, Государственной пограничной службы Украины, иных воинских формирований, созданных в соответствии с законами Украины, Службы безопасности Украины, Службы внешней разведки Украины, Государственной службы специальной связи и защиты информации Украины, а также Государственной специальной службы транспорта, полицейских и государственных служащих, которые имеют офицерское звание, за выдающиеся заслуги в обеспечении обороноспособности Украины, неприкосновенности её государственной границы, поддержании высокой боевой готовности войск, укреплении национальной безопасности, борьбе с преступностью, защите конституционных прав и свобод граждан, за безупречную многолетнюю службу, образцовое исполнение воинского и служебного долга, проявленные при этом честь и доблесть.

## История
29 апреля 1995 года указом Президента Украины Л. Д. Кучмы № 341/95 учреждено отличие Президента Украины «Именное огнестрельное оружие» (укр. відзнака Президента України «Іменна вогнепальна зброя»). Указом также утверждены Положение и описание отличия. В тот же день были учреждены знаки отличия Президента Украины «За мужество» — звезда «За мужество» и крест «За мужество».
7 мая 1995 года имело место первое награждение — пистолетом был награждён генерал-лейтенант милиции В. А. Белобородов.
16 марта 2000 года Верховная Рада Украины приняла Закон «О государственных наградах Украины», которым была установлена государственная награда Украины — отличие «Именное огнестрельное оружие» (укр. відзнака «Іменна вогнепальна зброя»). Законом было предусмотрено, что его действие распространяется на правоотношения, связанные с награждением лиц, удостоенных отличий и знаков отличия Президента Украины. Президенту было рекомендовано привести свои решения в соответствие с принятым Законом.

## Положение об отличии
- Отличие «Именное огнестрельное оружие» вместе с удостоверением о награждении им и боевым комплектом в количестве 16 патронов вручает Президент Украины или по его поручению руководитель министерства, иного центрального или местного органа исполнительной власти, органа местного самоуправления, воинского формирования.
- Оружие, являющееся отличием «Именное огнестрельное оружие», должно быть зарегистрировано в органах внутренних дел по месту жительства награждённого и сохраняется в порядке, определяемом Министерством внутренних дел Украины.
- Лица, награждённые отличием «Именное огнестрельное оружие», имеют право хранить его, носить и применять. Они должны неуклонно придерживаться правил хранения, ношения и применения оружия.
- Порядок применения оружия во время исполнения служебных обязанностей и в иных случаях определяется законодательством Украины.
- Передача оружия, являющегося отличием «Именное огнестрельное оружие», иным лицам или отчуждение его запрещаются.

## Описание отличия «Именное огнестрельное оружие»
Отличием «Именное огнестрельное оружие» является пистолет модели «Форт-12Н», корпус которого изготавливается из легированных конструкционных сталей, а рукоятка — из благородных пород дерева. Пистолет имеет заводскую маркировку, товарный знак, а также пластинку, на которой гравируется фамилия, имя, отчество награждённого.
Внешние детали корпуса пистолета и рукоятки украшены художественной декоративной резьбой.
Затвор и рамка пистолета посеребрены, а курок, рычаг предохранителя, затворная задержка, мушка, целик, спусковой крючок, кнопка фиксатора магазина, винты крепления накладной рукоятки — из жёлтого металла.